# Terror (band)

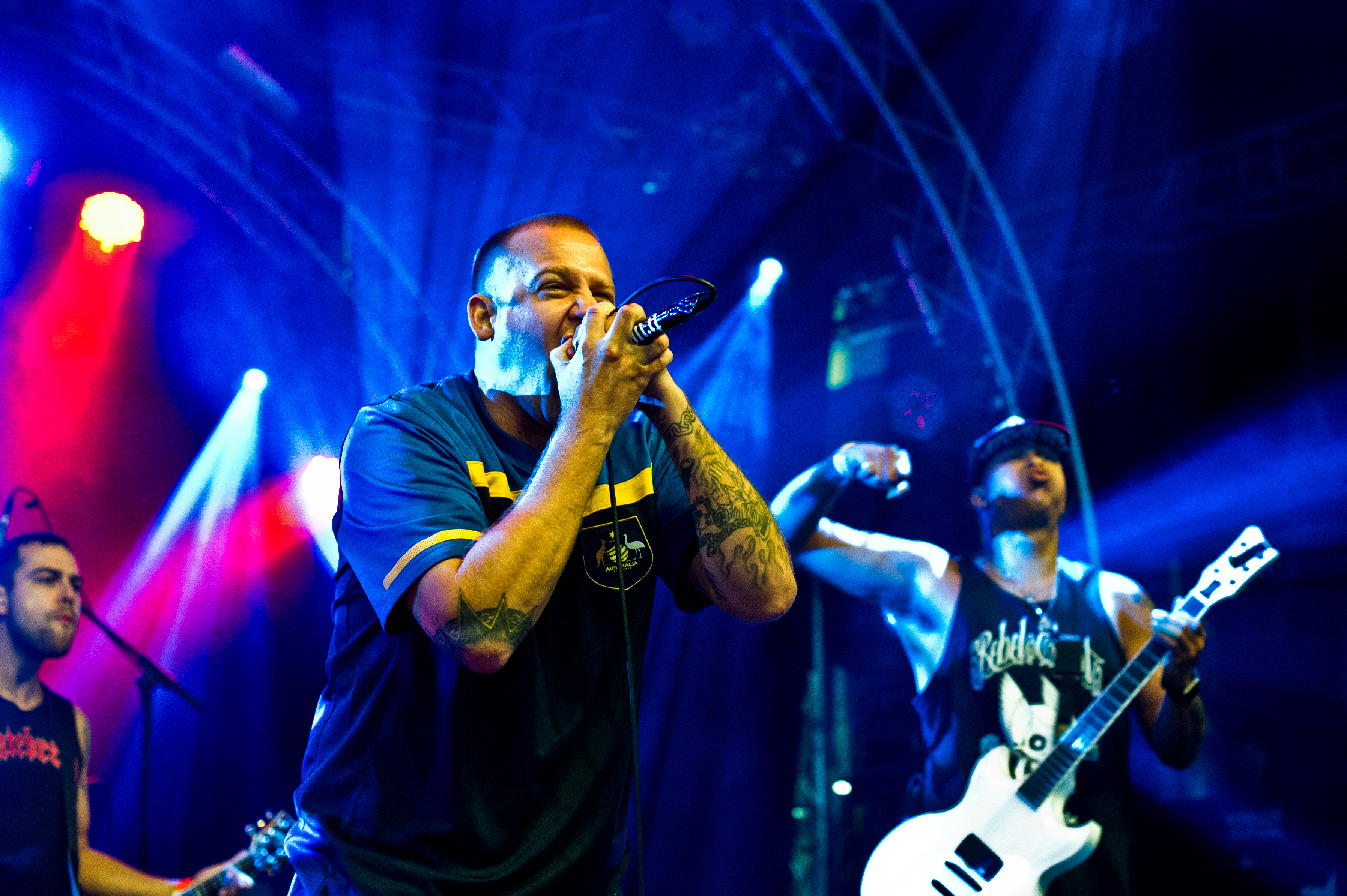
Terror op het Roskilde Festival, 2011

Terror is een Amerikaanse band uit Los Angeles. Ze beschouwen zichzelf als een hardcoreband. 

## Geschiedenis
Terror is opgericht in 2002. Van hun debuutalbum One with the Underdogs, uitgebracht in 2004, werden meer dan 40.000 exemplaren verkocht. De groep toerde door Europa, Australië, Japan en Brazilië. Hun tweede album, Always the Hard Way, bereikte de tiende plaats in de Billboard-hitlijst in de Verenigde Staten.
Hun vierde album, Live by the Code, was aangekondigd voor 2012, maar werd pas uitgebracht in april 2013 via het platenlabel Victory Records op cd, en door Reaper Records op vinyl. Dit album is het eerste album van Terror dat op de Billboard 200-lijst kwam te staan, met een hoogste notering op nummer 121. Van het album werden in de eerste week 3.177 exemplaren verkocht.

## Bezetting

### Huidige bezetting
- Scott Vogel[1][2] - zanger
- Jordan Posner - gitarist
- Martin Stewart - gitarist
- David Wood - bassist
- Nick Jett - drummer

### Voormalige bandleden
- Frank Novinec - gitarist
- Brian Buske - gitarist
- Carl Schwartz - bassist
- Jonathan Buske - bassist
- Doug Weber - gitarist

## Discografie

### Albums
- 4 Song Demo - 2002
- Don't Need Your Help (7", demo) - 2002
- Life And Death (7", demo) - 2003
- Lowest Of The Low (7" - 10" - cd) - 2003
- Three Way Split (7") met The Promise en Plan of Attack - 2003
- Dead Man's Hand Vol. 2 (split, 7") met Ringworm - 2004
- One with the Underdogs (cd, 12") - 2004
- Life And Death (demo-heruitgave,) - 2005
- Lowest Of The Low (cd, heruitgave met 13 bonusnummers) - 2005
- The Living Proof (dvd) - 2006
- Always the Hard Way (cd, 12") - 2006
- Rhythm Amongst The Chaos (cd, 7") - 2007
- The Damned The Shamed (cd) - 2008
- Keepers of the Faith (cd) - 2010
- Live by the Code (cd) - 2013
- The 25th Hour (cd) - 2015
- Total Retaliation (cd) - 2018